# Crossopriza pristina
Crossopriza pristina là một loài nhện trong họ Pholcidae. Loài này được phát hiện ở Jemen và là loài điển hình va het chi Crossopriza.